# Josef Hušbauer
Josef Hušbauer (ur. 16 marca 1990 w Pradze) – piłkarz czeski grający na pozycji środkowego pomocnika. Od 2016 roku jest zawodnikiem klubu Slavia Praga.

## Kariera piłkarska
Swoją karierę piłkarską Hušbauer rozpoczął w klubie Sparta Praga, gdzie grał w juniorach. W 2007 roku podjął treningi w FC Vysočina Jihlava. W 2008 roku został włączony do kadry pierwszego zespołu i wtedy też zadebiutował w nim w drugiej lidze czeskiej. Latem 2008 przeszedł do pierwszoligowej Viktorii Žižkov. Swój debiut w Viktorii zaliczył 2 sierpnia 2008 w przegranym 2:3 wyjazdowym meczu z Viktorią Pilzno. W sezonie 2008/2009 spadł z Viktorią do drugiej ligi.
We wrześniu 2009 roku Hušbauer został na rok wypożyczony do 1. FK Příbram. W klubie tym zadebiutował 20 września 2009 w przegranym 0:1 wyjazdowym meczu z Bohemiansem Praga.
Latem 2010 Hušbauer odszedł do Baníka Ostrawa. W nim swój debiut zanotował 18 lipca 2010 w zremisowanym 0:0 wyjazdowym meczu z 1. FK Příbram. W Baníku występował do lata 2011 roku.
Latem 2011 roku Hušbauer przeszedł do Sparty Praga. W Sparcie zadebiutował 12 września 2011 w zwycięskim 4:1 domowym meczu z Viktorią Žižkov, w którym zdobył gola. W 2012 i 2013 roku został wicemistrzem kraju. W sezonie 2013/2014 został najlepszym strzelcem ligi, a Sparta wywalczyła dublet - mistrzostwo oraz Puchar Czech. W sezonie 2014/2015, także został wicemistrzem Czech.
W 2015 roku Hušbauer został wypożyczony ze Sparty do Cagliari Calcio. W Serie A zadebiutował 7 marca 2015 w przegranym 0:2 wyjazdowym meczu z Sampdorią. Na koniec sezonu 2014/2015 spadł z Cagliari do Serie B.
Latem 2015 Hušbauer wrócił do Sparty, a na początku 2016 odszedł do Slavii Praga. Zadebiutował w niej 13 lutego 2016 w wygranym 2:1 domowym meczu ze Zbrojovką Brno.
| Sezon   | Klub                | Kraj   | Rozgrywki      | Mecze | Bramki |
| ------- | ------------------- | ------ | -------------- | ----- | ------ |
| 2007/08 | FC Vysočina Jihlava | Czechy | II liga        | 16    | 0      |
| 2008/09 | Viktoria Žižkov     | Czechy | Gambrinus Liga | 16    | 0      |
| 2009/10 | Viktoria Žižkov     | Czechy | II liga        | 7     | 0      |
| 2009/10 | 1. FK Příbram       | Czechy | Gambrinus Liga | 22    | 4      |
| 2010/11 | Baník Ostrawa       | Czechy | Gambrinus Liga | 24    | 2      |
| 2011/12 | Baník Ostrawa       | Czechy | Gambrinus Liga | 2     | 1      |
| 2011/12 | Sparta Praga        | Czechy | Gambrinus Liga | 21    | 7      |
| 2012/13 | Sparta Praga        | Czechy | Gambrinus Liga | 26    | 4      |
| 2013/14 | Sparta Praga        | Czechy | Gambrinus Liga | 29    | 18     |
| 2014/15 | Sparta Praga        | Czechy | Gambrinus Liga | 9     | 3      |
| 2014/15 | Cagliari Calcio     | Włochy | Serie A        | 2     | 0      |
| 2015/16 | Sparta Praga        | Czechy | Gambrinus Liga | 12    | 1      |
| 2015/16 | Slavia Praga        | Czechy | Gambrinus Liga |       |        |

## Kariera reprezentacyjna
W reprezentacji Czech Hušbauer zadebiutował 15 sierpnia 2012 w zremisowanym 0:0 towarzyskim meczu z Ukrainą, rozegranym we Lwowie. W 81. minucie tego meczu zmienił Petra Jiráčka.